# Olympische Sommerspiele 2016/Teilnehmer (Jemen)
| Gelbes Symbol für Goldmedaillen mit stilisierten Olympischen Ringen | Graues Symbol für Silbermedaillen mit stilisierten Olympischen Ringen | Braundes Symbol für Bronzemedaillen mit stilisierten Olympischen Ringen |
| ------------------------------------------------------------------- | --------------------------------------------------------------------- | ----------------------------------------------------------------------- |
| —                                                                   | —                                                                     | —                                                                       |

Der Jemen nahm in Rio de Janeiro an den Olympischen Spielen 2016 teil. Es war die insgesamt siebte Teilnahme an Olympischen Sommerspielen.

## Teilnehmer nach Sportarten

### Judo
| Athleten    | Wettbewerb       | 1. Runde    | 1. Runde    | 2. Runde      | 2. Runde      | Viertelfinale | Viertelfinale | Halbfinale / Trostrunde | Halbfinale / Trostrunde | Finale / Platz 3 | Finale / Platz 3 | Rang |
| Athleten    | Wettbewerb       | Gegner      | Ergebnis    | Gegner        | Ergebnis      | Gegner        | Ergebnis      | Gegner                  | Ergebnis                | Gegner           | Ergebnis         | Rang |
| ----------- | ---------------- | ----------- | ----------- | ------------- | ------------- | ------------- | ------------- | ----------------------- | ----------------------- | ---------------- | ---------------- | ---- |
| Männer      |                  |             |             |               |               |               |               |                         |                         |                  |                  |      |
| Zeyad Mater | Klasse bis 73 kg | V. Scvortov | 000s1:101s0 | ausgeschieden | ausgeschieden | ausgeschieden | ausgeschieden | ausgeschieden           | ausgeschieden           | ausgeschieden    | ausgeschieden    | 17   |

### Leichtathletik
Laufen und Gehen 
| Athleten       | Wettbewerb | Runde 1     | Runde 1 | Halbfinale    | Halbfinale    | Finale        | Finale        | Rang |
| Athleten       | Wettbewerb | Zeit        | Rang    | Zeit          | Rang          | Zeit          | Rang          | Rang |
| -------------- | ---------- | ----------- | ------- | ------------- | ------------- | ------------- | ------------- | ---- |
| Männer         |            |             |         |               |               |               |               |      |
| Mohammed Rageh | 1500 m     | 3:58,99 min | 36      | ausgeschieden | ausgeschieden | ausgeschieden | ausgeschieden | 36   |

### Schwimmen
| Athleten          | Wettbewerb          | Vorlauf         | Vorlauf         | Halbfinale      | Halbfinale      | Finale          | Finale          | Rang            |
| Athleten          | Wettbewerb          | Zeit            | Rang            | Zeit            | Rang            | Zeit            | Rang            | Rang            |
| ----------------- | ------------------- | --------------- | --------------- | --------------- | --------------- | --------------- | --------------- | --------------- |
| Frauen            |                     |                 |                 |                 |                 |                 |                 |                 |
| Nooran Ba-Matraf  | 100 m Schmetterling | 1:11,16 min     | 42              | ausgeschieden   | ausgeschieden   | ausgeschieden   | ausgeschieden   | 42              |
| Männer            |                     |                 |                 |                 |                 |                 |                 |                 |
| Ebrahim al-Maleki | 50 m Freistil       | nicht gestartet | nicht gestartet | nicht gestartet | nicht gestartet | nicht gestartet | nicht gestartet | nicht gestartet |